# Bebê reborn

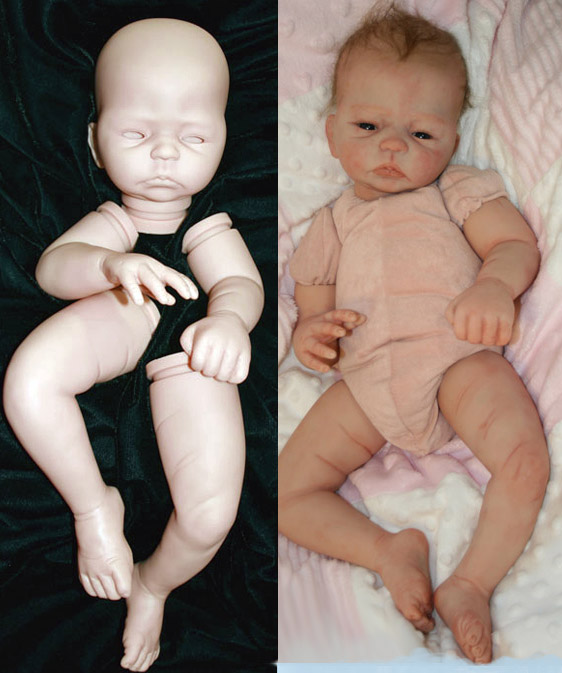
Kit de boneca de vinil mostrado lado a lado (partes sem pintura e boneca "renascida" pintada em corpo de tecido)

Uma bebê reborn (reborn doll em inglês) é uma boneca de arte feita à mão que se assemelha a um bebê humano com o máximo de realismo possível. O processo de criação de uma bebê reborn é chamado de renascimento e os artistas de bonecas são chamados de renascidos.

## Conceito e uso
O hobby de criar bonecas renascidas começou no início da década de 1990, quando os entusiastas de bonecas queriam bonecas mais realistas. Desde então, surgiu uma indústria e uma comunidade em torno das bebês reborn.As bebês reborn são compradas principalmente online, mas podem ser encontradas em feiras.
O "renascimento" envolve inúmeras etapas que consomem tempo. A forma mais básica do processo envolve pegar uma boneca de vinil, adicionar várias camadas de tinta pintadas à mão e adicionar outras características físicas à boneca. Os artistas podem escolher diferentes marcas para melhor se adequar à boneca que desejam criar.  Os consumidores também podem comprar kits de bebês reborn que incluem peças de boneca e suprimentos para criar suas próprias bebês reborn.  Fazer uma boneca a partir de um kit é chamado de newborning e permite que os artistas omitam algumas etapas no processo de fabricação. Muitos suprimentos são necessários para modificações externas e internas dos reborns para fazer a boneca parecer mais realista.
Alguns consumidores de bebês reborn as usam para lidar com a dor de uma criança perdida (uma memória renascida), ou como uma boneca de retrato de uma criança adulta. Outros colecionam reborns como fariam com bonecas normais. Essas bonecas às vezes são usadas como se fossem bebês. Os críticos debatem se as bebês reborn são prejudiciais ou se essas bonecas podem ajudar no processo de luto, mas têm consequências sociais que tornam a ideia um tabu para algumas culturas. Devido à sua aparência realista, as bonecas renascidas foram ocasionalmente confundidas com bebês reais e "resgatadas" de carros estacionados após serem denunciadas à polícia por desconhecidos.